# Hidrostatički tlak
Hidrostatički tlak je tlak u unutrašnjosti mirne tekućine koji nastaje zbog njezine težine i raste linearno s visinom stupca tekućine iznad promatrane točke: 
{\displaystyle p_{H}=\rho \cdot g\cdot h}.
Ovdje je: ρ - gustoća tekućine, g - ubrzanje sile teže, h - visina stupca tekućine. Ukupni tlak na nekoj dubini jednak je zbroju hidrostatičkog i atmosferskoga tlaka:
{\displaystyle \ p=\rho \cdot g\cdot h+p_{\mathrm {atm} }}
Pokusima možemo dokazati da se tlak u tekućini:
- povećava s dubinom,
- jednak je na svim mjestima na istoj dubini (u istoj tekućini),
- djeluje jednako u svim smjerovima.

## Izvod
Tlak možemo iskazati količnikom okomite sile F (pritisak) i plohe A na koju djeluje.
Na dubini h zamislimo plohu A usporednu s površinom tekućine. Na plohu A tekućina djeluje težinom stupca visine h. Najprije odredimo koliki je obujam V toga stupca:
{\displaystyle V=A\cdot h}
Masa stupca tekućine može se iskazati iz gustoće:
{\displaystyle \rho ={m \over V}=>m=\rho \cdot V}
pa je:
{\displaystyle m=\rho \cdot A\cdot h}
a težina stupca iznosi:
{\displaystyle G=m\cdot g=>G=\rho \cdot A\cdot h\cdot g}
Budući da je tlak jednak količniku tekućine i plohe površine na koju djeluje, izraz za hidrostatički tlak glasi: 
{\displaystyle p={G \over A}=>p=\rho \cdot g\cdot h}
Hidrostatički tlak ovisi o dubini h u tekućini gustoće ρ.
Pojava koja se ogleda u tome da jednaki stupci iste tekućine djeluju na jednake površine dna posude jednakim silama neovisno o obliku posude i težini tekućine u njima, naziva se hidrostatičkim paradoksom.